# 毛沃利奇-塞凯伊·哲尔吉
毛沃利奇-塞凯伊·哲尔吉（匈牙利語：Marvalics-Székely Györgyi，1924年12月1日—2002年7月18日），匈牙利女子击剑运动员。她曾代表匈牙利参加1960年夏季奥林匹克运动会击剑比赛，获得一枚银牌。